# Sorání
Sorání (kurdsky soranî, kurmancî xwarû, kurdî, arabsky سۆرانی) je kurdský dialekt, kterým se mluví převážně v oblastech Iráku a Íránu. Sorání je gramaticky a slovní zásobou velmi blízké kurmándží, používá ale arabskou abecedu. Oproti ostatním kurdským dialektům má sorání literární tradici jak v poezii, tak i v próze.

## Abeceda
ى ,ێ ,ە ,ﮪ ,ﯙ ,ﻭﻭ ,ﻭ ,ﻥ ,ﻡ ,ڵ ,ﻝ ,ﮒ ,ﮎ ,ﻕ ,ڤ ,ﻑ ,ﻍ ,ﻉ ,ﺵ ,ﺱ ,ﮊ ,ﺯ ,ڕ ,ﺭ ,ﺩ ,ﺥ ,ﺡ ,ﭺ ,ﺝ ,ﺕ ,ﭖ ,ﺏ ,ﺍ

## Příklady

### Číslovky
| Sorání | Transliterace | Česky |
| يه‌ك    | yek           | jeden |
| دوو    | dû            | dva   |
| سێ     | sê            | tři   |
| چوار   | chwar         | čtyři |
| پێنج   | pênc          | pět   |
| شەش    | shesh         | šest  |
| حەوت   | ḥeft          | sedm  |
| هەشت   | heshit        | osm   |
| نێ     | no            | devět |
| ده     | de            | deset |